# Fawzi Al-Issawi
Fawzi Omar Ahmed Al-Issawi (en árabe: فوزي العيساوي‎; Bengasi, 27 de febrero de 1960) es un exfutbolista y entrenador de fútbol libio que jugaba de centrocampista. Fue galardonado como mejor jugador de la Copa Africana de Naciones 1982.

## Carrera futbolística
Nació en Bengasi, antigua capital del país del norte, un 27 de febrero de 1960. De niño, con 10 años, ingresó a la cantera del club de toda su vida: el Al Nasr de su ciudad natal, uno de los grandes de la Primera División. Con solo 16 años debutó en el conjunto absoluto. Y los éxitos le llegaron rápido; al año siguiente se estrenó con la selección y ganó la School Cup, en 1978 el primer título con su club con la primera de sus cuatro Copas de Libia y en 1980 la Islamic Cup en Malasia con el equipo nacional. Con apenas 22 años, en marzo de 1982 fue una de las figuras del combinado en su aparición en la Copa Africana de Naciones, justamente en su tierra. Le marcó un gol a Ghana en la fase de grupos, en el partido inaugural (2-2), y jugó todos los encuentros hasta la final, de nuevo con los ghaneses, a quien complicaron en gran trabajo igualando 1 a 1 pero se inclinaron en los tiros desde el punto penal. Pese a la derrota, Fawzi se llevó su merecido premio como mejor jugador del torneo e incluido en el once ideal.
Por suerte para él, habría más en su promisoria carrera. El 82 lo finalizó con su segunda Copa doméstica, que repetiría en 1984, cuando fue segundo en la Liga. En 1985 llegó con el Al Nasr hasta las semifinales de la antigua Recopa africana, renunciando a disputarla contra el futuro campeón Al Ahly de Egipto; al menos, fue su goleador con cinco tantos. Y la gloria mayor la logró al fin en 1987, con su único campeonato liguero, cuando aquel 24 de julio Al Nasr derrotó como local 2-0 a Al Swihli y superó por un punto a Al Madina.
Fue parte de nuevas convocatorias a la selección, siempre complicada por el panorama político. En 1980 esta fue obligada a bajarse de las eliminatorias para el Mundial de España, antes de enfrentar a su vecino Egipto. En 1985 disputó las del de México, donde Libia perdió las finales por un pase con Marruecos, y en 1988 y 1989 las del de Italia 90. Pero por los líos del régimen, Fawzi debió retirarse del equipo nacional prematuramente. El 8 de enero de 1989 Libia perdió con Costa de Marfil 0-1 en Abiyán, en el inicio de la fase semifinal, y él fue titular. Sin saberlo, sería su último partido con los Caballeros del Mediterráneo. El siguiente encuentro era contra Argelia once días después, pero por un clima hostil en la capital Trípoli no se jugó. Y el problema fue tal que Libia finalmente se retiró de la competencia el 14 de mayo. Y no volvería a buscar un lugar en el Mundial hasta 2000. Igualmente, Al Issawi se fue como mayor goleador del conjunto hasta estos días, con 40 anotaciones en 90 participaciones.
Continuó en Al Nasr hasta 1997, cuando dejó el fútbol con la gloria que lo acompañó siempre. Tras un cuarto puesto en el campeonato de Liga, levantó con sus compañeros su cuarta Copa nacional, derrotando a Al Yarmouk 4-3 por penales, tras empatar a un gol. Y el 24 de octubre disputó la Supercopa libia, perdiendo 1-0 con el campeón Al Tahaddi el cual fue su último puntapié en el fútbol.

## Carrera como entrenador
Años más tarde se enroló como entrenador, primero del Al Nasr y en noviembre de 2018 de su selección, defendiéndola ahora desde el banquillo. Luego de la derrota doble con Nigeria en las eliminatorias para la Copa Africana de Egipto 2019, Fawzi fue llamado y debutó el 17 de noviembre con un rotundo 8-1 de visitante sobre Seychelles, y el 24 de marzo cayó 1-2 ante Sudáfrica como local en Sfax, Túnez, marcador que clasificó a los sudafricanos a la CAN. Fue elegido el mejor futbolista libio del siglo XX.

## Clubes

### Como jugador
| Club             | País  | Año       | Partidos | Goles |
| ---------------- | ----- | --------- | -------- | ----- |
| Al-Nasr Benghazi | Libia | 1977-1985 | 657      | 255   |

### Como Entrenador
| Club             | País  | Año       |
| ---------------- | ----- | --------- |
| Al-Nasr Benghazi | Libia | 2018      |
| Libia            | Libia | 2018-2019 |

## Honores

### Personales
- Mejor jugador de la Copa Africana de Naciones 1982
- Mejor goleador de la Recopa Africana 1985 con 5 goles
- Mejor jugador del siglo en Libia

### Con Al-Nasr SC
- Liga Premier de Libia
  - Campeón en 1987
  - Subcampeón en 1978, 1984
- Copa de Libia:
  - Ganador 1997

### Con la selección Libia
- Subcampeón de la Copa Africana de Naciones 1982 en Libia
- Ganador de la Copa del Torneo Islámico de 1980 en Malasia
- Ganador de la Copa Escolar 1977